# Сан Пјетро (Бари)
Сан Пјетро (итал. San Pietro) је насеље у Италији у округу Бари, региону Апулија.
Према процени из 2011. у насељу је живело 575 становника. Насеље се налази на надморској висини од 64 м.